# Mroczko z Rogowa
Mroczko z Rogowa i Żernik – łowczy lądzki, kasztelan bydgoski z nadania księcia Wielkopolski Bolesława Pobożnego od 4 października 1279 r. do 1284 r., potem kasztelan żoński.  
Pochodził z rodu Grzymałów. Pisał się z Rogowa i Żernik – wsi wielkopolskich.
Był synem Przecława – kasztelana gnieźnieńskiego. Ściśle związany z dostojnikami wielkopolskimi.
Jego awans na kasztelanię bydgoską związany jest ze zjazdem w Lądzie w sierpniu 1278 r. Na zjeździe tym książę Kujaw Inowrocławskich Siemomysł odzyskał zajęte uprzednio przez Bolesława Pobożnego ziemie, ale nałożono na niego wiele ograniczeń w sprawach wewnętrznych.  
Siemomysł został zobowiązany do zerwania przyjaźni z Krzyżakami, przestrzegania zmian terytorialnych i zapewne utraty na rzecz Wielkopolski trzech kasztelanii: bydgoskiej, kruszwickiej i radziejowskiej.
Wybór na kasztelana bydgoskiego Mroczka z Rogowa jest potwierdzeniem związków Bydgoszczy z Wielkopolską w tym czasie (do 1285 r.)